# Kasub nyelv
A kasub nyelv (kasubul: kaszëbsczi jãzëk, kaszëbskô mòwa; lengyelül: język kaszubski) nyugati szláv nyelv, amelyet a lengyelországi, mintegy 50 000 fős kasub 
kisebbség beszél.
A nyelv feltételezhetően annak a kasub nevű pomerán törzsnek a nyelvéből alakult ki, akik Pomerániában, a Balti-tenger déli partján éltek a Visztula és az Odera folyók között.
Számos lengyel iskolában oktatják a kasub nyelvet, és a Pomerániai vajdaság egyes részein a helyi közigazgatásban alternatív nyelvként használják. A kasub nyelvet a Kanadában élő kasubok is használják.

## Története

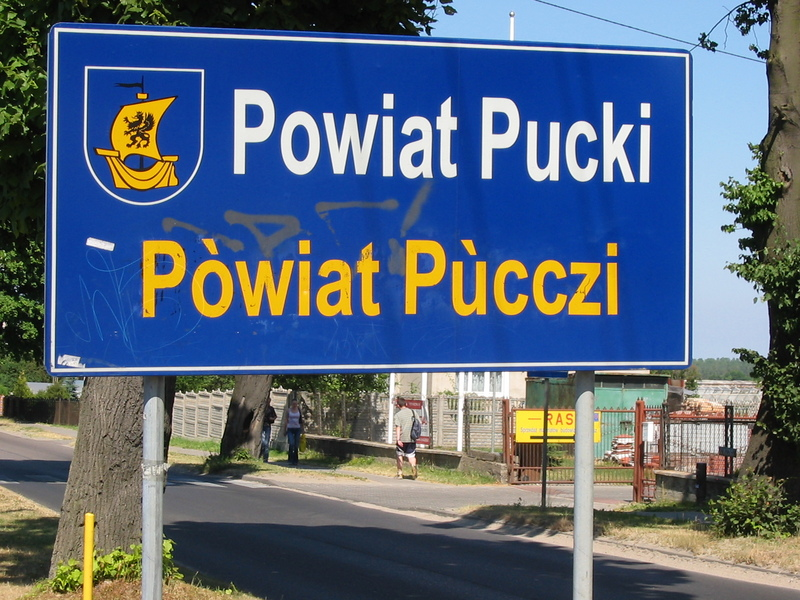
Kétnyelvű helységnévtábla

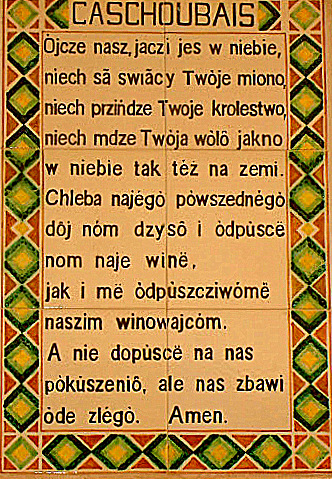
Miatyánk, Jeruzsálem

A kasub nyelv a kihalt pomerán nyelv utódja, amit egykor Pomeránia területén beszéltek, de beszélői java része beolvadt a német és lengyel népességbe. A kasub vélhetően az egyik pomerán nyelvjárásból formálódott tovább különálló nyelvvé. Az első kasub nyelvű nyomtatott szöveg a 16. század végéről származik. Az első helyesírást 1879-ben dolgozták ki.
A 2002-es népszámlálás során 53 000-en nyilatkoztak úgy Lengyelországban, hogy főként kasubul beszélnek otthon, a 2011-es népszámlálás szerint a beszélők teljes száma 106 ezer fő, de nem mindenki aktív beszélő. A felmérések szerint sok kasubul beszélő szülő inkább lengyelül beszél otthon, illetve kétnyelvűségben élnek[forrás?].

## A kasub nyelv jogi és lingvisztikai helyzete
A kasub nyelv lingvisztikai helyzete még nincs teljesen meghatározva. Gyakran a lengyel nyelv egyik dialektusának tartják, de már 19. századtól megjelennek a vélemények, hogy annyira eltér tőle, hogy el kellene ismerni külön nyelvnek. A felfogás a történelmi időszaktól függött, mert abban, hogy az adott etnolektus elismerhető-e nyelvnek vagy csak dialektusnak, gyakran nagy szerepet játszanak nem nyelvészeti tényezők – mint pl. a beszélők kulturális vagy etnikai azonosságérzése. Sőt, a nyelvészek is vallhatnak különféle nézeteket, és különféle irányzatokhoz tartozhatnak, hiszen ismétlődően felmerül a kérdés, miképp lehet elválasztani földrajzilag és történelmileg két (vagy több) szomszédos rokon nyelvet. A politikusok hozzáállása is fontos – a kasubokat pl. a II. Köztársaság idején szeparatizmussal vádolták; hasonlóan a Lengyel Népköztársaság alatt az állami válságok idején (pl. 1970. év).
A kasub nyelvet az általános nyelvészeti munkák külön szláv nyelvnek tartják, néha azzal a fenntartással, hogy némely kutató szerint ez a lengyel nyelv dialektusa. A lengyel nyelvészek még nem döntötték el a vitát, bár a nézet, hogy a kasub etnolektus külön nyelv, egyre népszerűbb.
A kasub nyelv jogi helyzetét Lengyelországban 2005. január 6-ától az etnikai és nemzeti kisebbségekről és a regionális nyelvről szóló törvény rendezi, amelyben az etnolektust regionális nyelvnek ismerik el Eszerint a helyhatósági szervek előtt a kasub nyelv használható mint segédnyelv. Ezt a lehetőséget elsőnek Parchowo község juttatta érvényre (a pomerániai vajdaság közép-nyugati része).
2003-ban a Nemzetközi Szabványügyi Szervezet kijelölte a kasub nyelvnek a CSB kódot.
A gyerekek a kasubot jó néhány iskolában tanulhatják, 2005-től érettségizni is lehet belőle. Kiadnak kasub könyveket és folyóiratokat, közvetítenek rádió- és tévéadásokat.
A Gdańsk Egyetemen, a Lengyel Filológia Intézetben 2009-től folytatják a kaszubistyka (kasub filológia) szakterületet, ahol képezik a kasub nyelv és kultúra tanárait.

## Betűkészlet
A kasub nyelvnek saját ábécéje van, ahol van néhány olyan betű, ami a lengyel ábécében nincsen. Ezekkel írják le azokat a hangokat, amelyek nincsenek a lengyel nyelvben:
- ã – nazális a (IPA: [ã])
- é – magyar é/éj-hez hasonló (IPA: [e], [ej])
- ë – e és a között (IPA: [ə], mint az ang. cat szóban)
- ò – ejtendő mint ue (IPA: [wɛ], vigyázz az élest – ellenkező oldalra meghajlott mint a lengyel ó-ban!)
- ô – a tájszólástól függően, ejtendő mint o illetve mint meghajlott e iránt (IPA: [ɞ] vagy [ɔ])
- ù – ejtendő mint uu (IPA: [wu]).

Az ą hang egy kicsit keskenyebben ejtendő, mint a lengyelben (a kasub ą a nazális u-hoz hasonló), u pedig – gyakran mint a magyar ü. A többi hangzó úgy ejtendő, mint a lengyel nyelvben. Ahogy látható, nincsenek betűk a [t͡ɕ], [ɕ], [ʑ] hangok és a nazális e jelölésére; ezeket lengyelül ć, ś, ź, ę jelöli, de a kasub nyelvben nem léteznek.

## Fonetikus különbségek a kasub és lengyel nyelvek között
A lenti példákban az implikáció jele előtti szó lengyel, az utáni – kasub.
A két legjellegzetesebb vonás, amely elválasztja a kasubot a lengyel nyelvtől:
- Kaszubienie – a [t͡ɕ], [ɕ], [ʑ], [dʑ] lengyel hangok (írásban: ć, ś, ź, dź) c, s, z, dz hangokká válnak. Pl. świat, zima, rodzić /világ, tél, szül/ ⇒ swiat, zëma, rodzëc.
- Kasub palatalizáció – a lengyel [k’] és [g’] lágy hangzók a kasub [ʧʲ] és [ʤʲ] hangokká alakulnak (az első magyar cs-nek ejtendő, a lengyelben cz-nek írják, a második lágy magyar dzs-nek ejtendő, lengyelül dż-nek írandó). Pl. kaszubski, długi /kasub, hosszú/ ⇒ kaszëbsczi, dłudżi.

Egyéb tulajdonságok:
- A cz, dź, sz, ż palatális hangzókat mindig lágyul ejtik ki.
- A w [v] mássalhangzót a wò, wó csoportokban mint [vue, vuu] ejtik ki. Ha ezek a csoportok a szó elején állnak, a kiejtés egyszerűsödik: [ue, uu] (pl. wòda ⇒ [ueda] (víz), wòł ⇒ [uół] /ökör/).
- Ha a lengyel alanyeset egyes számú főnévben van az e, ami eltűnik a ragozásban (np. ESz. poranek, koniec, przypadek, TSz. poranki, końce, przypadki /hajnal – hajnalok, vég – végek, eset – esetek/), a kasub megfelelőjében egyáltalán nincs ilyen e (pòrénk, kùńc, przëpôdk).
- Ezek a lengyel i, u, y magánhangzók, amelyek régen rövid voltak, a kasub nyelvben ë-vé válnak. Pl. ludzie, ryba, zima /emberek, hal, tél/ ⇒ lëdze, rëba, zëma. Ez különösen látható a többes számú ragozásban, mind igéké, mind főneveké (czytamy ⇒ czëtómë /olvasunk/, dyrektorzy ⇒ direchtorë /igazgatók/).
- A lengyel hímnemű melléknevek y ragja válik a kasub i-vé (młody, mniejszy ⇒ młodi, miészi /fiatal, kisebb/).
- A nagy-lengyel dialektusokhoz hasonlóan, ha a kasub szóval az o vagy u hangzó áll a szó elején vagy a labiális (p, b, m) illetve veláris (k, g, h) hangzók után, akkor a kiejtés közben diftongus alakul: [uo, uu]. Ráadásul, az o válik e-vé. Pl. a lengyel owca, pole, koza, mucha, Puck, urząd (juh, szántóföld, kecske, légy, Puck [járási város Gdańsktól északra], hivatal) válik a uowca / uewca, puole / puele, kuoza / kueza, muucha, Puuck, uurzãd kasub szavakká, beírva mint òwca, pòle, kòza, mùcha, Pùck, ùrzãd.
- Ezek a lengyel a magánhangzók, amelyek régen hosszú voltak, a kasub nyelvben válnak ô-vá. Ez különösen látható a melléknevek és igenevek nőnemű ragjai esetében (młoda, mniejsza ⇒ młodô, miészô /fiatal, kicsibb – nőnem/), az igeragozásban (czytasz, czytał ⇒ czëtôsz, czëtôł /olvasol, olvasott/) meg a melléknevek fokozásában (najlepszy ⇒ nôlepszi /legjobb/).
- Ezek a lengyel e magánhangzók, amelyek régen hosszú voltak, a kasub nyelvben válnak é-vé (a magyar é). Ez látható pl. az utolsó hangzók esetében (kaszubskie, wschodnie, jakie ⇒ kaszëbsczé, wschódné, jaczé /kasub, keleti, milyen – többes szám vagy semleges nem egyes szám/)
- A lengyel ę hangot (nazális e) az ã helyettesíti (nazális a). Ez látható különösen a tárgyeset nőnemű főnevekben (gwarę ⇒ gwarã /tájszólást/) és az ę-vel vegződő 1. személy egyes szám jelen idejű igékben (robię ⇒ robiã /csinálok/). Ezenkívül pl. język, dzięki, pięć ⇒ jãzëk, dzãka, piãc /nyelv, köszi, 5/.
- Ahol a lengyel (szláv eredetű) szavakban található a ro/ró csoport, a kasub megfelelőjében gyakran ennek a csoportnak az eredeti alakja marad – ar. Pl. promień, wrona, wróbel ⇒ parmiń, warna, warbel /sugár, varjú, veréb/.

## Nyelvtani különbségek a kasub és lengyel nyelvek között
A lenti példákban az implikáció jele előtti szó lengyel, az utáni – kasub.

### Ige
A kasub nyelvben az ige ugyanolyan módon ragozódik, amint a lengyelben (három idő, három egyes számú nem, két többes számú nem, három mód). A kasub igeragozás legfeltűnőbb vonása ilyen, hogy a múlt időt kifejezhetjük a német Perfekt "másolata" segítségével, ami nem található a szláv nyelvek között: a tárgyas igék esetében a segédige – miec (ném. haben), a tárgyatlanok (állapotot jelentő) igék esetében – bëc (ném. sein):
| kasub mondat                   | német megfelelő                  | magyar fordítás          |
| (Jô) móm to zrobioné.          | Ich habe das getan.              | Ezt csináltam.           |
| Môsz (të) jadłé?               | Hast Du gegessen?                | Ettél?                   |
| Mô co nalazłé?                 | Hat er/sie etwas gefunden?       | Talált valamit?          |
| (Jô) jem wëjachóny do Gduńska. | Ich bin nach Danzig ausgefahren. | Kimentem Gdańskba.       |
| Mëmka je do kòscoła jidzonô.   | Mutti ist zur Kirche gegangen.   | Anyu elment a templomba. |

A példákban a vastag betűkkel a miec ill. bëc igék alapjuk meg a múlt idejű melléknévi igenevek ragjuk vannak jelölve. Ahogy láthato, a tárgyatlan igék igenevük is alakíthatóak, ami a többi szláv (és magyar) nyelvben lehetetlen. A szórend a német és kasub mondatokban is azonos.
Többi vonás:
- A 2. személy többes szám jelen idejű rag a lengyel nyelvben: -cie, a kasubban pedig – -ta (mint a lengyel nyelv mazóviai dialektusában) – pl. czytacie ⇒ czëtôta (olvastok). Viszont a 2. személy többes szám jelen időben (a lengyel rag: -my) használhatjuk a -ma vagy më ragot (czytamy ⇒ czëtôma / czëtômë /olvasunk/).
- A 2. személy többes szám felszólító módú alakokat alakíthatjuk szintén a chcec (akar) segédige segítségével – pl. chcemë sã mòdlëc (imádkozzatok – szó szerint *akartok imádkozni), chcemë sã jic kãpac (menjünk fürödni, szó szerint *akartok menni fürödni).
- A múlt idejű igealakok azonosak, mint 3. személyben, ami kikényszeríti a személyes névmást használását – hasonlóan, mint a sziléziai nyelvben vagy a lengyel nyelv Podlasie tájszólásában (a standard lengyel nyelvben, hasonlóan a magyarhoz, mindegyik számnak és személynek, ráadásul hímnek, külön rag van biztosítva, azért nem kell használni a névmásokat). Pl. a jachac ige (járművel menni): hímnemben és hímnemű személyi alakok esetében[7] jô jachôł – të jachôł – òn jachôł – më jachelë – wa jachelë – òni jachelë, pedig nő- és semleges nemben meg általános alakok esetében jô jachała – të jachała – òna jachała – më jachałë – wa jachałë – òni jachałë.
- Az udvariássági alak az utólagos igealak, egy kicsit hasonló a 2. személy többes számúhoz. De jelen időben ez nem fogadja el a -ta ragot, hanem -ce, ezenkívül a személyes névmás ehhez az alakhoz szintén más mint a 2. személy többes számúé – szól wë és saját módon ragozódik. Így, pl. Wa czëtôta /(ti) olvastok/ – Wë czëtôce /Önök olvasnak/. Waju nie bëło doma /(Ti) Nem voltatok otthon/ – Was nie bëło doma /Önök nem voltak otthon/.

#### Létige
| személy | személy                | jelen idő | múlt idő    | jövő idő |
| ------- | ---------------------- | --------- | ----------- | -------- |
| jô      | hímnem                 | jem       | béł / bëł   | mdã      |
| jô      | nőnem                  | jem       | bëła        | mdã      |
| të      | hímnem                 | jes       | béł / bëł   | mdzesz   |
| të      | nőnem                  | jes       | bëła        | mdzesz   |
| òn      | hímnem                 | je        | béł / bëł   | mdze     |
| òna     | nőnem                  | je        | bëła        | mdze     |
| òno     | semleges nem           | je        | béło / bëło | mdze     |
| më      | személyes hímnemű alak | jesmë     | bëlë        | mdzemë   |
| më      | általános alak         | jesmë     | bëłë        | mdzemë   |
| wa      | személyes hímnemű alak | jesta     | bëlë        | mdzeta   |
| wa      | általános alak         | jesta     | bëłë        | mdzeta   |
| òni     | személyes hímnemű alak | są        | bëlë        | mdą      |
| òne     | általános alak         | są        | bëłë        | mdą      |
| Wë      | udvariassági alak      | jesce     | bëlë        | mdzece   |

### Főnév és melléknév[8]
A kasub főnévragozásban 7 eset van:
| kasub eset | lengyel eset | magyar név          |
| ---------- | ------------ | ------------------- |
| nazéwôcz   | mianownik    | alanyeset           |
| rodzôcz    | dopełniacz   | birtokos eset       |
| dôwôcz     | celownik     | részes eset         |
| winowôcz   | biernik      | tárgyeset           |
| narzãdzôcz | narzędnik    | eszközhatározó eset |
| môlnik     | miejscownik  | helyhatározó eset   |
| wòłiwôcz   | wołacz       | megszólító eset     |

Figyelmet fordít az első négy eset nemei hasonlítása az orosz nemeihez (именительный – родительный – дательный – винительный), nem pedig a lengyelhez vagy latinhoz. A megszólító eset kimegy a használatból – a lengyel nyelvhez hasonlóan, helyettesítve van az alanyesettel.
Többi vonás:
- Nincs kettős szám, de ennek a ragja folyton létezik a többes számú eszközhatározó esetben: a lengyel főnévi rag ebben az esetben szól: -ami és a melléknévi: -imi/-ymi, viszont a kasub ragok szólnak megfelelően -ama és -ima/-ëma. Pl. językami, nogami, polami ⇒ jãzëkama, nogama, pòlama /nyelvekkel, lábokkal, szántóföldökkel/; młodymi ⇒ młodima /fiatalokkal/).
- Az é-vel vegződő semleges nemű főnevek ragozódnak mint az é-vel vegződő melléknevek (żëcé – żëcégò, żëcémù, (ò) żëcim /élet – életet, életnek, életről/ – mint dobré – dobrégò, dobrémù, (ò) dobrim /jó, semleges nem/). A lengyel nyelvben, ilyenek a főnevek saját módon ragozódnak (życie – życia – życiu – o życiu).
- Az ólengyel nyelvben léteztek birtokos melléknevek, amelyeket alakították az -ów, -owa, -owe (hímnemű „birtokos” főnév) illetve in/-yn, -ina/-yna, -ine/-yne (nőnemű „birtokos” főnév) ragok segítségével (pl. tatowy dom = dom taty /apú háza/, mamina spódnica = spódnica mamy /anyú szoknyája/).[9] A kasub nyelvben ilyenek a melléknevek maig eltartottak.

### Tagadás
A lengyel nyelvben csak egy tagadó partikula van: nie. A kasub nyelvben pedig a három van:
- nié – az egész mondat vagy kifejezés tagadása (Môsz to ju zrobioné? – Nié /Csináltad ezt? – Nem/);
- ni – a miec, mòc, mùszec /vnek van vmi, lehet (szabad), kell/ igék tagadása (Ma ni móma aùtoła /Nálunk nincs autójunk/ Të ni mòżesz terô jic. /Neked nem szabad most menned/ Jô ni mùszôł tegò robic. /Nekem nem kellett ezt csinálnom/);
- nie – tagadás többi esetben.

## Német eredetű szavak
Kasúbia volt a régi német gyarmatosítás területe, így a nyelvben sok német eredetű szó létezik, különben alnémet (a német gyarmatosítás többi lengyel területe etnolektusaihez hasonlóan, pl. a nagy-lengyel dialektusban vagy a sziléziai nyelvben). A német eredetű jövevényszavak főként a háztartásra, mezőgazdaságra és emberre vonatkoznak. Ezek a szókincs kb. 5%-át képeznek.
| kasub     | lengyel            | német     | magyar       |
| --------- | ------------------ | --------- | ------------ |
| kùch      | ciasto             | Kuchen    | tészta       |
| apfelzyna | pomarańcza         | Apfelsine | narancs      |
| ban       | pociąg             | Bahn      | vonat        |
| pas       | paszport           | Pass      | útlevel      |
| draszowac | młócić             | dreschen  | csépel       |
| gwës      | pewien             | gewiß     | tuti, biztos |
| fejn      | dobrze, w porządku | fein      | jó, rendben  |
| richtich  | rzeczywiście       | richtig   | valóban      |
| klôr      | jasny              | klar      | világos      |

A lexikális különbségeken kívül, gyakrabban mint a lengyel nyelvben a német eredetű szintaxis szerkezetek találhatóak. Az egyik legjobban szembetűnő ez a német Perfekt igeidő "másolása" (lásd: Ige. Két további példa:
| kasub                  | lengyel             | német                              | szó szerinti fordítás          | helyes fordítás            |
| ---------------------- | ------------------- | ---------------------------------- | ------------------------------ | -------------------------- |
| kùli lat jes të stôri? | ile masz lat?       | wie alt bist Du?                   | mennyi évvel öreg vagy?        | hány éves vagy?            |
| lubi mie pòznac was    | miło mi Pana poznać | es freut mich Sie kennen zu lernen | kedvel engem megismerni Önöket | örülök, hogy megismerhetem |

Az összetett számnévek alakítása szintén a "német módon" lehető: elsősorban egyek, azután tízek, pl. 65 – piãc szescdzesąt (len. sześćdziesiąt pięć, ném. fünfundsechzig). De egy kicsit gyakrabban a "lengyel mód" található (szescdzesąt piãc).

## Kasub tájszólások
A lenti példákban az implikáció jele előtti szó standard kasub, az utáni – tájszólási kasub.
Az északi tájszólások fő vonásaik:
- A mozgó hangsúly – mint az orosz nyelvben.
- Az 1. személy egyes szám jelen idejű igék, amelyeknek a standard kasub nyelvben az -ôm ragja van (a standard lengyelben -am – I. és II. ragozási csoport), a legészakibb területen elfogadják az -ajã ragot (pl. jô szukôm ⇒ jô szukajã /keresek/).
- A Puck-öbölön fekvő területen az l és ł hangzók ejtendő mint [l] (len. młody, kasub młodi ⇒ mlodi). Ennek a vonásnak neve bëlôczenié (lengyelül bylaczenie), mert a bilakok néprajzi csoport tájszólását jellemzi (len. Bylacy, kasub Bëlôcë).
- A felszólító módot a lengyel és standard kasub nyelvben némely ige esetében (VI., VII., IX., XI. ragozási csoport) úgy alakítjuk, hogy a maga tövet maradjuk. De az ólengyel nyelvben i vagy y-t hozzácsatolni kellett (amint most még az orosz nyelvben); az északi kasub tájszólásokban folyton így van: pl. gònic: gòn ⇒ gòni /hajt ⇒ hajtsd/, pùscëc: pùsc ⇒ pùscë /bocsát ⇒ bocsásd/.
- 1. és 2. személyben egyes számban létezik az összetett múlt idő – alakítható a bëc /van/ igétől és 3. személy múlt idő egyes számú ige megfelelő alakjától: pl. hímnemben jem zabéł, jes zabéł, nőnemben jem zabëła, jes zabëła /elfelejtettem, elfelejtetted/.
- Az egyes szám hím- és semleges nemű eszközhatározo eset ragja szól: ã (a standard kasubban -em), pl. kòniem ⇒ kòniã /lóval/.

A déli tájszólások fő vonásai:
- Az első szótag hangsúlyozott (mint az ólengyel és cseh, illetve magyar nyelvekben).
- A Kościerzyna környékén és a legdélibb területen az sw csoport [sj]-nak ejtendő (pl. swinia ⇒ sjinia /disznó/).
- Az ń hangzó keményedik (parmiń ⇒ parmin /sugár/).

## A szöveg példája
1. cikk Az Emberi Jogok Egyetemes Nyilatkozataból:
- Kasub: Wszëtczi lëdze rodzą sã wòlny ë równy w swòji czëstnoce ë prawach. Mają òni dostóne rozëm ë sëmienié ë nôlégô jima pòstãpòwac wobec drëdzich w dëchù bracënotë.
- Lengyel: Wszyscy ludzie rodzą się wolni i równi pod względem swej godności i praw. Są oni obdarzeni rozumem i sumieniem i powinni postępować wobec innych w duchu braterstwa.
- Magyar: Minden emberi lény szabadon születik és egyenlő méltósága és joga van. Az emberek, ésszel és lelkiismerettel bírván, egymással szemben testvéri szellemben kell hogy viseltessenek.